# Boulaide
Boulaide (Luxemburgs: Bauschelt, Duits: Bauschleiden) is een gemeente in het Luxemburgse Kanton Wiltz. In het Nederlands is Boulaide bekend onder de naam Busleiden, zie bijvoorbeeld het hof van Busleyden in Mechelen.
De gemeente heeft een totale oppervlakte van 32,13 km² en telde 874 inwoners op 1 januari 2007.

## Geschiedenis
Op het eind van het ancien régime werd Boulaide een gemeente. In 1823 werden bij een grote gemeentelijke herindeling in Luxemburg veel kleine gemeenten samengevoegd en buurgemeente Surré werd opgeheven en bij Boulaide gevoegd. Het gehucht Baschleiden werd overgeheveld van de gemeente Mecher en aangehecht.

## Plaatsen in de gemeente
- Boulaide
- Baschleiden
- Surré

## Ontwikkeling van het inwoneraantal
| Jaar                              | 2001 | 2002 | 2003 | 2004 | 2005 |
| --------------------------------- | ---- | ---- | ---- | ---- | ---- |
| Inwoneraantal                     | 734  | 756  | 772  | 788  | 817  |
| Opmerking: tellingen op 1 januari |      |      |      |      |      |